# میعاد مکیف
میعاد مکیف سرمربی تیم ملی تنیس روی میز ایران در رده جوانان و زاده شیراز است و سابقه سرمربیگری تیم‌های ملی تنیس روی میز نوجوانان و جوانان ایران را دارد. او سرمربی تیم ملی تنیس روی میز جوانان ایران در مسابقات آسیایی ۲۰۱۸ بوده که پس از پیروزی بر تیم ملی کره جنوبی برای نخستین بار موفق به کسب مدال برنز آسیا شد. این مدال پس از ۶۰ سال انتظار برای تنیس روی میز ایران بدست آمد و طلسم مدال نگرفتن تنیس روی میز ایران در رقابتهای آسیایی را شکست. او نخستین و تنها سرمربی تاریخ تنیس روی میز ایران است که موفق شد تیم ملی تنیس روی میز ایران را به مدال تیمی قهرمانی آسیا برساند.

میعاد مکیف

در بیست و چهارمین دوره مسابقات قهرمانی نوجوانان و جوانان قاره آسیا در سال ۲۰۱۸ که در کشور میانمار برگزار شد تیم ملی جوانان ایران پس از پیروزی تاریخی سه بر دو بر تیم ملی کره جنوبی موفق به کسب عنوان سوم و مدال برنز آسیا گردید. او بعنوان سرمربی تیم ملی موفق به کسب مدال برنز آسیا شد که این مدال تاریخی نخستین مدال تاریخ تنیس روی میز ایران در رقابتهای تیمی قهرمانی آسیا بوده‌است.
در نخستین حضور تنیس روی میز ایران در بازیهای المپیک جوانان ۲۰۱۸ آرژانتین میعاد مکیف سرمربی تیم ملی ایران بوده و امین احمدیان نخستین بازیکن ایرانی راه یافته به بازیهای المپیک جوانان را در این رقابتها هدایت کرد. او با کسب سه پیروزی موفق شد تا به مرحله یک‌هشتم نهایی بازیهای المپیک بوینس آیرس پیش رفت که پیروزی او بر تاکار با رنکینگ چهار دنیا بهترین عملکرد ایران در بازیهای المپیک ۲۰۱۸ جوانان در آرژانتین بود.
او سرمربی تیم ملی جوانان ایران در قهرمانی جوانان جهان استرالیا ۲۰۱۸ بوده و با کسب عنوان هفتمی تیمی جهان بهترین نتیجه تاریخ تنیس روی میز ایران در رقابتهای جام جهانی را رقم زدند. آین نخستین حضور ایران در رقابتهای تیمی جام جهانی بوده‌است که تیم ایران به دلیل کسب مدال برنز آسیا توانست جواز حضور در جام جهانی استرالیا را بدست آورد
در مسابقات قهرمانی آسیای میانه ۲۰۲۲ در کشور قزاقستان تیم ملی ایران با هدایت میعاد مکیف بعنوان سرمربی موفق به کسب عنوان قهرمانی تیمی آسیا میانه شدند. تیم ایران مشتکل از محمد موسوی، نوید شمس، امیرمهدی کشاورزی و مبین علیپور موفق به کسب عنوان قهرمانی این رقابتها شدند. تیم ایران با کسب مدال طلای تیمی و مدال طلا و نقره انفرادی این رقابتها بهترین عملکرد خود را در تاریخ این رقابتها به ثبت رساند.
او از طرف سولیداریتی کمیته ملی المپیک ایران در دوره سه‌ماهه مربیگری کمیته بین‌المللی المپیک بعنوان تنها نماینده ایران در دوره مربیگری بین‌المللی در دانشگاه سملویس مجارستان شرکت کرده و موفق شد تا با کسب بالاترین نمره دوره فوق را با موفقیت پشت سر گذارد.